# Яльчигулово
Яльчигу́лово (рос. Яльчигулово, башк. Ялсығол) — присілок у складі Учалинського району Башкортостану, Росія. Входить до складу Тунгатаровської сільської ради.
Населення — 75 осіб (2010; 78 в 2002).
Національний склад:
- башкири — 99%